# Troglohyphantes roberti
Troglohyphantes roberti là một loài nhện trong họ Linyphiidae. Chúng được Christa L. Deeleman-Reinhold miêu tả năm 1978.

## Phân loài
- Troglohyphantes roberti dalmatensis (Christa L. Deeleman-Reinhold, 1978)